# Willaston, Australien
Willaston är en ort i Australien. Den ligger i regionen Light och delstaten South Australia, omkring 41 kilometer norr om delstatshuvudstaden Adelaide.
Närmaste större samhälle är Gawler, nära Willaston. 
Trakten runt Willaston består till största delen av jordbruksmark. Runt Willaston är det glesbefolkat, med 13 invånare per kvadratkilometer. Genomsnittlig årsnederbörd är 593 millimeter. Den regnigaste månaden är juli, med i genomsnitt 95 mm nederbörd, och den torraste är december, med 13 mm nederbörd.